# Club Atlético de Madrid 1989-1990
Questa voce raccoglie le informazioni riguardanti il Club Atlético de Madrid nelle competizioni ufficiali della stagione 1989-1990.

## Stagione
Nella stagione 1989-1990 i colchoneros furono allenati inizialmente da Javier Clemente, il quale rassegnò le proprie dimissioni il 27 febbraio in seguito alla sconfitta per 2-1 subita sul campo dell'Osasuna. Al suo posto fu incaricato ad interim Antonio Briones, che diresse la squadra solo nel match casalingo contro il Real Oviedo. Il 2 marzo fu raggiunto l'accordo con l'ex atletico Joaquín Peiró, che condusse i suoi fino al termine del campionato classificandosi al quarto posto. In Coppa del Re l'Atlético Madrid venne eliminato agli ottavi dal Real Madrid. In Coppa UEFA i rojiblancos persero al primo turno contro la Fiorentina (finalista dell'edizione), ai rigori.

## Maglie e sponsor
| Manica sinistra · Manica sinistra · Maglietta · Maglietta · Manica destra · Manica destra · Pantaloncini · Calzettoni |

## Rosa
| N. |                   | Ruolo | Calciatore            |
| -- | ----------------- | ----- | --------------------- |
| -  | Spagna (bandiera) | P     | Abel Resino           |
| -  | Spagna (bandiera) | P     | Agustín Elduayen      |
| -  | Spagna (bandiera) | D     | Eugenio Bustingorri   |
| -  | Spagna (bandiera) | D     | Patxi Ferreira        |
| -  | Spagna (bandiera) | D     | Andoni Goikoetxea     |
| -  | Spagna (bandiera) | D     | Tomás Reñones         |
| -  | Spagna (bandiera) | D     | Juan Carlos Aguilera  |
| -  | Spagna (bandiera) | D     | Juan Carlos Rodríguez |
| -  | Spagna (bandiera) | D     | Pizo Gómez            |
| -  | Spagna (bandiera) | C     | Alfredo Santaelena    |

| N. |                       | Ruolo | Calciatore           |
| -- | --------------------- | ----- | -------------------- |
| -  | Spagna (bandiera)     | C     | Antonio Orejuela     |
| -  | Brasile (bandiera)    | C     | Donato               |
| -  | Spagna (bandiera)     | C     | Luis García García   |
| -  | Spagna (bandiera)     | C     | Agustín Abadía       |
| -  | Spagna (bandiera)     | C     | Roberto Simón Marina |
| -  | Spagna (bandiera)     | C     | Roberto Solozábal    |
| -  | Spagna (bandiera)     | A     | Manolo               |
| -  | Portogallo (bandiera) | A     | Paulo Futre          |
| -  | Brasile (bandiera)    | A     | Baltazar             |
| -  | Spagna (bandiera)     | A     | Manuel Alfaro        |

## Risultati

### Primera División

#### Girone d'andata
| Arbitro: | Andújar Oliver |

|                     |           |                           |
| Fernando 86’ (rig.) | Marcatori | 29’, 63’ Futre 89’ Manolo |

| Arbitro: | Díaz Agüero |

|           |           |  |
| Futre 45’ | Marcatori |  |

| Malaga 17 settembre 1989 3ª giornata | Malaga           | 0 – 0 referto | Atlético Madrid | La Rosaleda\| Arbitro: \| Urizar Azpitarte \| |
| Arbitro:                             | Urizar Azpitarte |               |                 |                                               |

| Arbitro: | Díaz Vega |

|              |           |  |
| Baltazar 85’ | Marcatori |  |

| Arbitro: | Valdés Sánchez |

|             |           |              |
| Alkorta 76’ | Marcatori | 67’ Baltazar |

| Arbitro: | Enríquez Negreira |

|                      |           |             |
| Manolo 22’ Futre 86’ | Marcatori | 90’ Higuera |

| Arbitro: | Martínez de la Fuente |

|                           |           |  |
| Abadía 7’ (aut.) Moya 54’ | Marcatori |  |

| Arbitro: | Urío Velázquez |

|  |           |             |
|  | Marcatori | 71’ Ziganda |

| Arbitro: | Pes Pérez |

|                                      |           |  |
| Bango 30’ Carlos 60’ Sarriugarte 86’ | Marcatori |  |

| Arbitro: | Brito Arceo |

|                                   |           |          |
| Baltazar 26’, 88’ Manolo 27’, 32’ | Marcatori | 71’ Raúl |

| Palma di Maiorca 12 novembre 1989 11ª giornata | Maiorca     | 0 – 0 referto | Atlético Madrid | Lluís Sitjar\| Arbitro: \| López Nieto \| |
| Arbitro:                                       | López Nieto |               |                 |                                           |

| Arbitro: | Urizar Azpitarte |

|            |           |  |
| Manolo 12’ | Marcatori |  |

| Arbitro: | Jiménez Moreno |

|                                               |           |                                                |
| Maradona 25’ Berg 41’, 64’ Juanito 48’ (rig.) | Marcatori | 3’ Ferreira 15’ Futre 33’, 61’ (rig.) Baltazar |

| Madrid 3 dicembre 1989 14ª giornata | Atlético Madrid | 0 – 0 referto | Real Sociedad | Vicente Calderón\| Arbitro: \| Marín López \| |
| Arbitro:                            | Marín López     |               |               |                                               |

| Arbitro: | Ansuategui Roca |

|                      |           |                             |
| Rommel 35’ Guina 46’ | Marcatori | 22’, 63’ Manolo 42’ Alfredo |

| Arbitro: | Valdés Sánchez |

|                         |           |              |
| Baltazar 30’ Manolo 39’ | Marcatori | 89’ Mosquera |

| Arbitro: | Mazorra Freire |

|  |           |                        |
|  | Marcatori | 78’ Futre 83’ Baltazar |

| Arbitro: | Enríquez Negreira |

|                                |           |                 |
| M. Vázquez 3’, 9’ Schuster 75’ | Marcatori | 50’ Bustingorri |

| Arbitro: | Urío Velázquez |

|                              |           |            |
| Baltazar 41’, 86’ Marina 44’ | Marcatori | 16’ Blanco |

#### Girone di ritorno
| Arbitro: | Urizar Azpitarte |

|            |           |          |
| Marina 64’ | Marcatori | 74’ Eloy |

| Arbitro: | Taboada Soto |

|  |           |            |
|  | Marcatori | 64’ Marina |

| Arbitro: | Pérez Sánchez |

|                |           |  |
| Futre 20’, 71’ | Marcatori |  |

| Arbitro: | Paz García |

|                           |           |           |
| Carvajal 35’ Rafa Paz 58’ | Marcatori | 90’ Futre |

| Arbitro: | Jiménez Moreno |

|                          |           |  |
| Baltazar 2’ Orejuela 90’ | Marcatori |  |

| Arbitro: | Alfonso Álvarez |

|  |           |                       |
|  | Marcatori | 51’ Donato 62’ Marina |

| Arbitro: | Vico Díaz |

|              |           |  |
| Baltazar 52’ | Marcatori |  |

| Arbitro: | Díaz Vega |

|                                 |           |            |
| Larrainzar 33’ M. Domínguez 44’ | Marcatori | 90’ Manolo |

| Arbitro: | Merino González |

|            |           |           |
| Manolo 11’ | Marcatori | 44’ Julià |

| Castellón de la Plana 11 marzo 1990 29ª giornata | Castellón    | 0 – 0 referto | Atlético Madrid | Castalia\| Arbitro: \| Taboada Soto \| |
| Arbitro:                                         | Taboada Soto |               |                 |                                        |

| Arbitro: | Peraita Ibáñez |

|                         |           |  |
| Baltazar 29’ Manolo 75’ | Marcatori |  |

| Arbitro: | Ramos Marcos |

|  |           |                           |
|  | Marcatori | 38’ Orejuela 68’ Baltazar |

| Arbitro: | Ansuategui Roca |

|                   |           |  |
| Baltazar 24’, 71’ | Marcatori |  |

| San Sebastián 7 aprile 1990 33ª giornata | Real Sociedad     | 0 – 0 referto | Atlético Madrid | Anoeta\| Arbitro: \| Enríquez Negreira \| |
| Arbitro:                                 | Enríquez Negreira |               |                 |                                           |

| Arbitro: | Calvo Córdova |

|                         |           |  |
| Donato 75’ Baltazar 84’ | Marcatori |  |

| Arbitro: | Merino González |

|                               |           |  |
| Mosquera 15’ Julio Prieto 67’ | Marcatori |  |

| Arbitro: | Villena Peña |

|                                   |           |             |
| Marina 45’ Futre 46’ Orejuela 68’ | Marcatori | 29’ Sarabia |

| Arbitro: | Mazorra Freire |

|                                      |           |                            |
| Baltazar 18’ Orejuela 29’ Manolo 41’ | Marcatori | 37’, 90’ Hierro 57’ Losada |

| Arbitro: | Benavente Garasa |

|                               |           |                    |
| Narciso 35’ (rig.) Celada 64’ | Marcatori | 78’ (aut.) Alcázar |

### Coppa del Re
| Madrid 8 novembre 1989 Ottavi di finale - Andata | Atlético Madrid | 0 – 0 referto | Real Madrid | Vicente Calderón (27 000 spett.)\| Arbitro: \| Ramos Marcos \| |
| Arbitro:                                         | Ramos Marcos    |               |             |                                                                |

| Arbitro: | Pes Pérez |

|                  |           |  |
| Sánchez 34’, 85’ | Marcatori |  |

### Coppa UEFA
| Arbitro: | Schmidhuber |

|              |           |  |
| Baltazar 76’ | Marcatori |  |

| Arbitro: | Vautrot |

|                                             |                      |                                 |
| Buso 24’                                    | Marcatori            |                                 |
| Battistini Pioli Sereni Volpecina R. Baggio | Tiri di rigore 3 – 1 | Futre Marina Bustingorri Manolo |

## Statistiche

### Statistiche di squadra
| Competizione     | Punti | Totale | Totale | Totale | Totale | Totale | Totale | DR  |
| Competizione     | Punti | G      | V      | N      | P      | Gf     | Gs     | DR  |
| ---------------- | ----- | ------ | ------ | ------ | ------ | ------ | ------ | --- |
| Primera División | 50    | 38     | 20     | 10     | 8      | 55     | 35     | +20 |
| Coppa del Re     | -     | 2      | 0      | 1      | 1      | 0      | 2      | -2  |
| Coppa UEFA       | -     | 2      | 1      | 0      | 1      | 1      | 1      | 0   |
| Totale           | 50    | 42     | 21     | 11     | 10     | 56     | 38     | +18 |